# Kaplička svatého Metoděje (Litomyšl)
Kaplička svatého Metoděje je drobná výklenková kaple v nároží zdi zámeckého parku v Litomyšli  v okrese Svitavy. Uvnitř je umístěná socha svatého Metoděje. Jako součást zámku je památkově chráněna od 3. května 1958.

## Historie

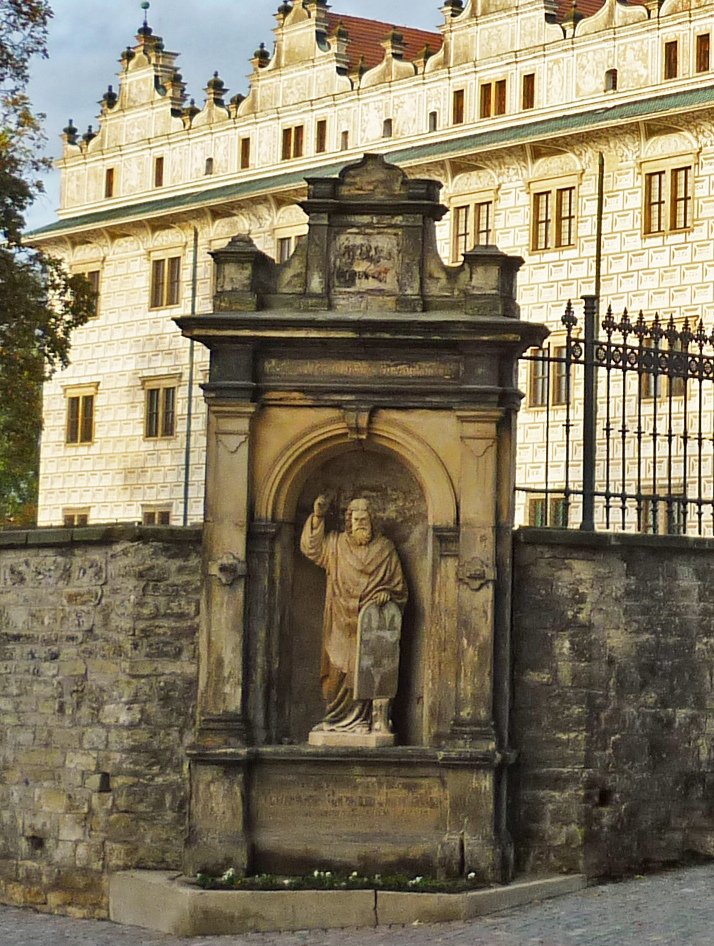
Kaplička se sochou (2014)

V roce 1878 nechal zbudovat v nároží zdi zámeckého parku  Alexandr Jan z Thurn-Taxisu výklenkovou kapli. Původně na tomto místě stával kostel svatého Klimenta. Do kapličky byla umístěna socha svatého Metoděje, kterou vytvořil místní sochař a kameník František Metyš (* 1843). Sochu zhotovil  ve stylu novorenesančního akademismu. Předlohou mu byly práce  stavebního rady Schulze v Řezně. Podobá se soše svatého Cyrila od Václava Levého (1869) v pražském chrámu svatého Víta. Socha svatého Metoděje má pravou ruku zdviženou k žehnání a levá ruka se opírá o pozlacený štít s cherubíny a biblickými znaky.  Byla postavena na podstavci ve výklenku s pískovcovým novorenesančním orámováním.
Fakulta restaurování Univerzity Pardubice provedla opravu zdi, která vykazovala značná statická porušení. Oprava zdi i restaurování kapličky a sochy bylo provedeno z dotačních programů Ministerstva kultury. Současně proběhne i celková rekonstrukce zámku, která by měla být dokončena v roce 2027.

### Popis
Edikula byla vytesaná z pískovce. V omítaném výklenku uvnitř byla umístěna socha svatého Metoděje. Průčelí tvoří půlkruhová nika. Ve vrcholu je zdobena profilovanými patkami a archivoltou. Strany kapličky tvoří polopilíře s římsovými hlavicemi. Podstavec pod výklenkem je tvořen profilovaným soklem a římsou. Na horní římse s kladím je položen štítový nástavec s pilastry. Polopilíře končily koulemi na podstavcích (levá koule chybí).
Socha svatého Metoděje představuje stojící postavu světce v životní velikosti. Hlavu s vlnitými vlasy a plnovousem má mírně předkloněnou. Nařasený plášť drží kolem krku uvázaná stuha se symboly kříže a střevíce. Stélu zdobí ryté čárové výjevy.

## Nápisy
Na kapli jsou latinské nápisy In men: ecches: paroch: St.Clementis hic construstae / Maxmilianus Maria princ.de Turn et Tassis / hanc statuam crexit a. dom. MDCCCLXXVIII a Verbum Domini maretum aeteru.